# Proleb
Proleb – gmina w Austrii, w kraju związkowym Styria, w powiecie Leoben. Liczy 1556 mieszkańców (1 stycznia 2015).